# Wydawnictwo 3dom
Wydawnictwo 3dom – polskie wydawnictwo, drukarnia i księgarnia katolicka o profilu skrajnie prawicowym i antysemickim z siedzibą w Częstochowie, specjalizująca się w tematyce religijnej, historycznej i politycznej. Wydaje książki (w tym przedruki), publikacje rozrywkowe i religijne dla dzieci, muzykę, filmy, książki mówione, a także sprzedaje dewocjonalia. Poprzez swojego właściciela Tomasza Stalę jest blisko związana z partią Konfederacja Wolność i Niepodległość. Z powodu rozpowszechniania literatury negującej zagładę Żydów była w 2024 przedmiotem interwencji Agencji Bezpieczeństwa Wewnętrznego.

## Historia
W 2016 powstał sklep internetowy pod nazwą 3dom. Pierwsze publikacje notowane przez katalog Biblioteki Narodowej ukazały się nakładem wydawnictwa w tym samym roku. Rejestracja spółki pod nazwą Wydawnictwo 3dom o kapitale zakładowym 60 tys. zł nastąpiła w październiku 2018, prezesem został jedyny udziałowiec Tomasz Stala (ur. 1984), a w skład zarządu weszli Krzysztof Łyp (ur. 1991) i Sebastian Pułkownik (ur. 1988).
W 2020 portal Allegro usunął kilkanaście ofert pochodzących od wydawnictwa w odpowiedzi na zgłoszenie ze strony Stowarzyszenia „Nigdy Więcej”, na co wydawnictwo zareagowało pozwem przeciwko stowarzyszeniu w 2021.
Zgodnie ze złożonymi sprawozdaniami finansowymi w 2021 spółka zanotowała stratę w wysokości 30 tys. zł, natomiast w 2022 przyniosła zysk o wartości 140 tys. zł.
W sierpniu 2022 funkcjonariusze Komendy Miejskiej Policji w Częstochowie w ramach prowadzonego dochodzenia zarekwirowali w wydawnictwie gadżety oznaczone słowami Sławomira Mentzena (tzw. piątka Konfederacji: „Nie chcemy Żydów, homoseksualistów, aborcji, podatków, Unii Europejskiej”).
W lutym 2023 w siedzibie wydawnictwa odbyło się spotkanie założycielskie Polskiego Ruchu Antywojennego Leszka Sykulskiego z udziałem przedstawicieli skrajnie prawicowego ugrupowania Rodacy Kamraci.
W 2023 spółka otrzymała pomoc de minimis z Funduszu Górnośląskiego na łączną kwotę 48 tys. zł. Na koniec 2023 jej kapitał wynosił 395,1 tys. zł.
W lutym 2024 Agencja Bezpieczeństwa Wewnętrznego wkroczyła do dwóch siedzib wydawnictwa i do mieszkania jego prezesa, Tomasza Stali, w Częstochowie na wniosek prokuratora oddziału Instytutu Pamięci Narodowej w Katowicach Dariusza Psiuka po zawiadomieniu ze strony Państwowego Muzeum Auschwitz-Birkenau w Oświęcimiu. Powodem było wznowienie przez wydawnictwo publikacji skazanego za kłamstwo oświęcimskie nieżyjącego Dariusza Ratajczaka. W rezultacie interwencji miejscowa policja gospodarcza zarekwirowała nakłady dziewięciu tytułów (wśród nich Program światowej polityki żydowskiej Stanisława Trzeciaka, Księgę win Judy polityka DNVP Paula Banga i Dzienniki Turnera Williama Luthera Pierce'a, które zainspirowały sprawcę zamachu w Oklahoma City w 1995). Stala przygotowywał się wówczas do zgłoszenia kandydatury w wyborach samorządowych na prezydenta Częstochowy z listy Alternatywa dla Częstochowy, co zdaniem rzeczniczki Konfederacji Ewy Zajączkowskiej-Hernik miało tłumaczyć działania ABW.

## Działalność

### Wydawnictwo
Swoje teksty nakładem Wydawnictwa 3dom opublikowali m.in. Radosław Patlewicz (7 tytułów), Kazimierz Braun (4 tytuły), Peter Raina, Stanisław Krajski, jego syn Michał Krajski (po 2 tytuły), Tomasz Szczepański, Stanisław Michalkiewicz, Sławomir Mentzen i jego doradca ds. wojskowości Jacek Hoga (po 1 tytule).
Ukazały się także m.in. Protokoły mędrców Syjonu, monologi przypisywane Adolfowi Hitlerowi (pt. Twarzą w twarz), cztery tomy listów ekskomunikowanego arcybiskupa Carla Marii Viganò i Podręcznik ekonomii politycznej Henryka Radziszewskiego. Książki historyczne publikowane przez wydawnictwo są pozbawione aparatu krytycznego.

### Księgarnia
Do tytułów oferowanych przez sklep internetowy Wydawnictwa 3dom należą m.in. liczne prace Stanisława Krajskiego, Wojciecha Sumlińskiego, Grzegorza Brauna, Janusza Korwina-Mikkego, Tomasza Cukiernika, Anny Mandreli, Mariana Miszalskiego i Grzegorza Górnego. Dostępne są także przedruki Międzynarodowego Żyda Henry'ego Forda oraz różnych prac Frédérica Bastiata, Romana Dmowskiego, Jędrzeja Giertycha, Józefa Kruszyńskiego, Ferdynanda Ossendowskiego, Józefa Sebastiana Pelczara, Josepha Ratzingera (Benedykta XVI), Romana Rybarskiego i Stanisława Trzeciaka. Wydawcą znacznej części wymienionych publikacji jest Dom Wydawniczy „Ostoja” Andrzej Siekierżycki z Krzeszowic.

## Właściciel
Tomasz Stala zasiada od 2003 w komisji rewizyjnej utworzonego wówczas stowarzyszenia Czas Młodych, którego prezesem pozostaje Krzysztof Pyrkosz, w latach 90. XX w. współwydawca skinowskiego zina „Nowe Pokolenie” w Częstochowie i w 1999 współzałożyciel Polskiego Związku Narodowego – Śląskiej Organizacji Narodowej. W 2010 Stala powołał wspólnie z innymi stowarzyszenie kibicowskie Wieczny Raków i do 2015 wchodził w skład jego zarządu wraz z Sebastianem Pułkownikiem, a w latach 2012–2020, za prezesury Krzysztofa Kołaczyka, był członkiem komisji nadzorczej klubu sportowego Raków Częstochowa.
W latach 2014–2017 był po Krzysztofie Pyrkoszu, a przed Agatą Skalik (od 2024 Kapicą) prezesem częstochowskiej spółki z o.o. Premium-Media.pl Włodzimierza Skalika. Od 2021 tworzy z raperem Konradem Rosickim „Stopą” radę programową Instytutu Badań nad Antysemityzmem, kierowanego przez Pawła Sojkę (również współzałożyciela PZN–ŚON) i stawiającego sobie za cel „zwalczanie fałszywych oskarżeń o antysemityzm”. Od 2024 posiada 10% udziałów w spółce wydawniczej „Jasne, że Media”, należącej poza tym do Krzysztofa Pyrkosza.
Jest bliskim współpracownikiem Grzegorza Brauna, prezesa Konfederacji Korony Polskiej i asystentem europosła partii Nowa Nadzieja Marcina Sypniewskiego. W 2018 przebywał w Rosji na zaproszenie związanej z Ministerstwem Spraw Zagranicznych Federacji Rosyjskiej Fundacji Gorczakowa. W wyborach z 2023 kandydował do Sejmu z listy Konfederacji w okręgu wyborczym nr 28 (Częstochowa), nie uzyskując mandatu. Prawicowy portal wPolityce.pl przypomniał wówczas jego związki z wydalonym z Polski w 2015 rosyjskim agentem i dziennikarzem Leonidem Swiridowem. W wyborach samorządowych z 2024 kandydował na prezydenta Częstochowy z listy Alternatywa dla Częstochowy.
W lipcu 2020 Stala wystąpił na kanale Marcina Roli w serwisie YouTube, deklarując, że utrzymuje „stały kontakt telefoniczny” z Januszem Walusiem, polskim terrorystą i zamachowcem w RPA. Po warunkowym zwolnieniu Walusia z więzienia w listopadzie 2022 zorganizował zbiórkę pieniędzy na jego rzecz.
W listopadzie 2021 Stala promował w Mediach Narodowych Roberta Bąkiewicza tłumaczenie książki Curzio Nitoglii, włoskiego kapłana-sedewakantysty. Nakładem Wydawnictwa 3dom ukazały się tłumaczenia trzech książek Nitoglii.
W grudniu 2023 Stala zorganizował zbiórkę pieniędzy na rzecz Grzegorza Brauna po incydencie ze zgaszeniem przez niego chanukiji w Sejmie gaśnicą, pozyskując dla niego ok. 200 tys. zł. Braun użyczył wydawnictwu swojego głosu nagrywając dla niego komunikaty telefoniczne.